# Santa Claus Is Definitely Here to Stay
"Santa Claus Is Definitely Here to Stay" é uma canção natalina gravada por James Brown. Lançada como single em 1970, alcançou o número 7 da parada Pop. Também aparece no álbum Hey America.